# Дяглево (Ленинградская область)
Дя́глево — деревня в Колчановском сельском поселении Волховского района Ленинградской области.

## История
На карте Санкт-Петербургской губернии Ф. Ф. Шуберта 1834 года упоминается деревня Дяглево и при ней усадьба Помещика Красавина.

ДЯГЛЕВО — деревня принадлежит статскому советнику Владимирову, число жителей по ревизии: 14 м. п., 16 ж. п.. (1838 год)

Деревня Дяглево отмечена на карте Ф. Ф. Шуберта 1844 года.

ДЯГЛЕВО — деревня статского советника Владимирова, по просёлочной дороге, число дворов — 3, число душ — 8 м. п. (1856 год)

ДЯГЛЕВО — деревня владельческая при реке Полоне, число дворов — 4, число жителей: 9 м. п., 13 ж. п. (1862 год)

В 1866 году временнообязанные крестьяне деревни выкупили свои земельные наделы у С. И. и В. И. Владимировых и стали собственниками земли.

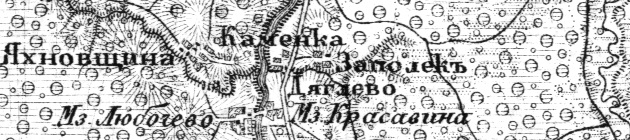
Деревня Дяглево на карте Ф. Ф. Шуберта 1872 года

Согласно карте 1872 года в деревне находилась мыза Любчево и мыза Красавина.
В конце XIX — начале XX века деревня административно относилась к Хамонтовской волости 2-го стана Новоладожского уезда Санкт-Петербургской губернии.
По данным «Памятной книжки Санкт-Петербургской губернии» за 1905 год деревня Дяглево входила в Ежовское сельское общество.
Согласно военно-топографической карте Петроградской и Новгородской губерний издания 1915 года близ деревни Дяглево находилась мыза Красавина.
С 1917 по 1927 год деревня Дяглево входила в состав Ежовского сельсовета Хамонтово-Колчановской волости Волховского уезда.
С 1927 года в составе Волховского района.
По данным 1933 года деревня Дяглево входила в состав Ежовского сельсовета Волховского района.
В 1939 году население деревни Дяглево составляло 89 человек.
С 1946 года в составе Новоладожского района.
С 1954 года в составе Колчановского сельсовета.
В 1958 году население деревни Дяглево составляло 52 человека.
С 1963 года в составе Волховского района.
По данным 1966, 1973 и 1990 годов деревня Дяглево также входила в состав Колчановского сельсовета.
В 1997 году в деревне Дяглево Колчановской волости проживали 6 человек, в 2002 году — 7 человек (все русские).
В 2007 году в деревне Дяглево Колчановского СП — 2, в 2010 году — 4 человека.

## География
Деревня расположена в центральной части района на автодороге 41К-061 (Колчаново — Бор).
Расстояние до административного центра поселения — 15 км.
Расстояние до ближайшей железнодорожной платформы Георгиевская — 5,5 км.
Деревня находится на правом берегу реки Лынна в месте впадения в неё реки Полона.

## Демография
| 1838 | 1862 | 1997 | 2002 | 2007 | 2010 | 2013 |
| ---- | ---- | ---- | ---- | ---- | ---- | ---- |
| 30   | ↘22  | ↘6   | ↗7   | ↘2   | ↗4   | ↗12  |
| 2017 |      |      |      |      |      |      |
| ↗16  |      |      |      |      |      |      |

### Национальный состав
По данным Всероссийской переписи населения 2021 года в деревне проживали 13 человек, из них:
 русские — 10 человек, остальные национальность не указали.